# Las Quilamas
Las Quilamas (en la parte norte conocida como La Calería) es como se denomina a la zona más septentrional de la comarca española de la Sierra de Francia, situada en el sur de la provincia de Salamanca, junto al límite con Extremadura.

Convendría que los geógrafos dedicaran amorosa atención a esta zona salmantina, de características tan peculiares, a este rincón provincial al que no se si será lícito llamarlo microcomarca (…) Las Quilamas se hallan en la vertiente meridional de la Sierra Mayor, es decir, de la Sierra de Tamames y Navarredonda, entre Linares, San Miguel de Valero y La Bastida. Se despeña por medio de sus fragosas breñas el río Quilamas (...) Pico Cervero divide a la Sierra de Francia, del Campo, es decir, al sur de Pico Vercero está la Sierra de Francia, al norte está el Campo, en este caso La Huebra (...) Recordemos las dos microcomarcas de Las Batuecas y Las Quilamas, ambas en La Serranía de Francia.
Las comarcas históricas y actuales de la provincia de Salamanca (1976), Antonio Llorente.

Los municipios que se recogen en toda la zona conocida como Las Quilamas son Aldeanueva de la Sierra, Cilleros de la Bastida, El Tornadizo, La Bastida, San Esteban de la Sierra, San Miguel de Valero, Santibáñez de la Sierra y Valero además de Escurial de la Sierra, La Rinconada de la Sierra, Linares de Riofrío y Navarredonda de la Rinconada, que conforman la microcomarca de La Calería.
Una parte ha sido declarada espacio natural, lugar de importancia comunitaria y zona de especial protección para las aves dentro del proyecto Red Natura 2000 debido a su potencial contribución a restaurar el hábitat natural, incluyendo los ecosistemas y la biodiversidad de la fauna y flora silvestre. El territorio protegido por la Ley 8/1991, de 10 de mayo, de Espacios naturales protegidos de Castilla y León, ocupa una superficie de 11 100 ha, mientras que las zonas catalogadas como LIC y ZEPA tienen una extensión ligeramente menor, de 10 651,04 ha y 10 263,02 ha respectivamente. Los términos municipales comprendidos total o parcialmente dentro de los espacios protegidos son La Bastida, Cilleros de la Bastida, Valero, La Rinconada, Navarredonda, San Miguel de Valero, Linares de Riofrío, San Esteban,  Escurial y  Santibáñez.

## Geografía

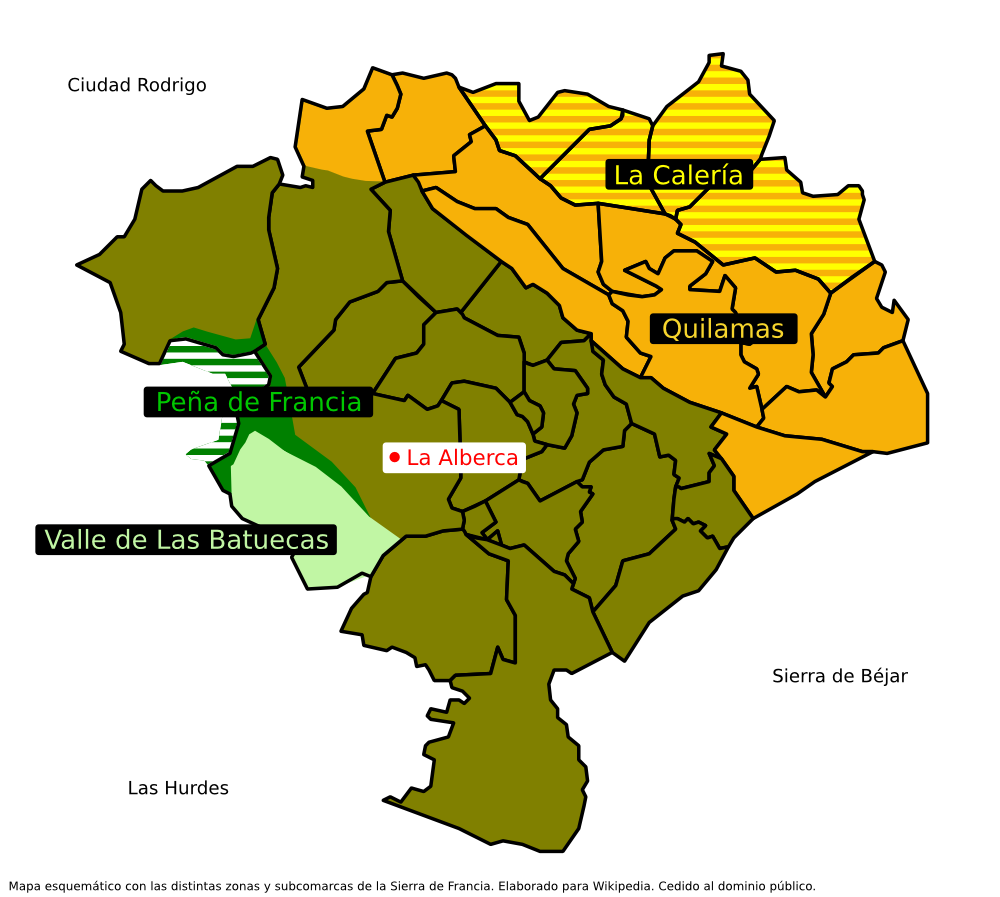
Mapa de las distintas zonas y subcomarcas de la Sierra de Francia.

Las Quilamas suponen un cambio en el paisaje de llanura del sur del Campo Charro. El río Alagón discurre de norte a sur por el oriente, también el Arroyo de la Palla y el río Quilamas. Los tres han dado lugar a profundos valles, agrestes montes y ganchos que preludian los relieves de la Sierra de Francia y, más al sur, antesala de la Sierra de Béjar. La comarca alcanza sus cotas más significativas en el Pico Cervero y el Castillo Viejo de Valero. 

### Clima
Los climas presentes en esta zona son el clima atlántico, y el clima mediterráneo.
El Pico Cervero y el Castillo Viejo de Valero actúan como una muralla natural, que protege la zona de los fríos vientos del norte. Por eso son los responsables del suave clima, de los pueblos de alrededor de la Sierra de Francia.

## Flora

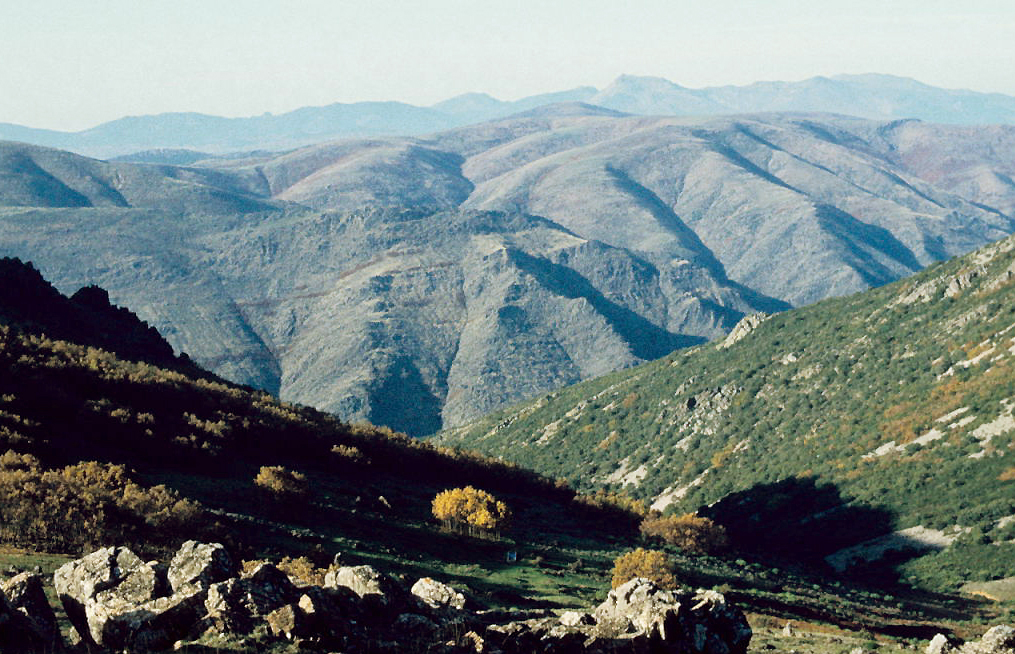
Sierra de Las Quilamas

Las masas de roble (Quercus pyrenaica) de Las Quilamas sirven de enlace entre las dehesas del Campo Charro con los bosques de la Sierra de Francia.

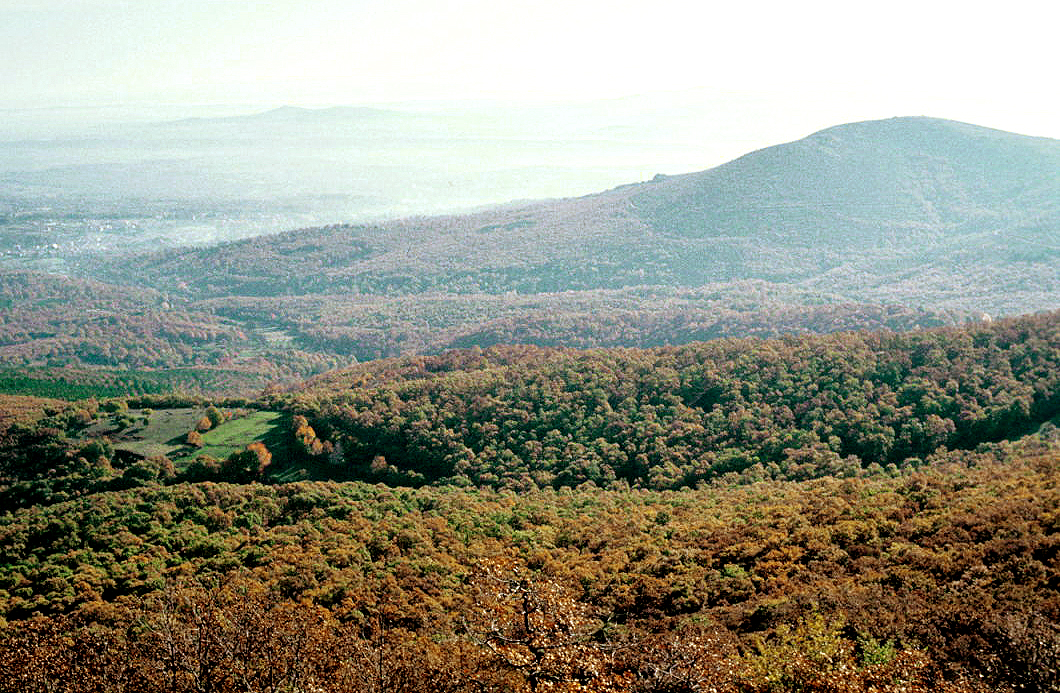
Bosque de la Honfría

En las zonas más bajas y expuestas a la insolación se sitúa la vegetación típicamente mediterránea de brezal (Erica spp.), encina (Quercus rotundifolia), alcornoque (Quercus suber) y madroño (Arbutus unedo), la cual se entremezcla con las masas predominantes de melojo (Quercus pyrenaica) en forma de manto bajo, adehesado y en determinados enclaves de laderas umbrías, en forma de bosque mixto asociado a castaños y acebos, tal y como sucede en el paraje de La Honfría, que posee uno de los bosques de robles, castaños y acebos más valiosos de la provincia de Salamanca. Sus castaños son árboles centenarios, algunos llegan a los trescientos años de edad.

## Fauna
Enclave de elevado interés faunístico, este espacio alberga una de las mejores colonias de buitre negro de la Comunidad de Castilla y León, estimándose una población de 20-25 parejas. Junto a él hay que mencionar otras especies de aves muy significativas como son la cigüeña negra, el halcón peregrino, águila culebrera, águila real, alimoche, buitre leonado, etc.
Entre los mamíferos hay que destacar la presencia de la nutria, el gato montés, la gineta, la garduña, el tejón, sin olvidar el jabalí, el zorro y el conejo.
Hay constancia de que hubo poblaciones de lince ibérico Posteriormente, y de forma esporádica, se ha informado de diversos avistamientos, sin confirmar, de ejemplares aislados o de sus excrementos.

## Demografía
Esta comarca se sitúa en torno a la capital comarcal, Linares de Riofrío, principal centro de servicios de la zona. La Sierra de las Quilamas se ha visto sometido a un descenso brutal de la población, durante las últimas décadas, concretamente, se sabe que desde el año 1950, ha sufrido una pérdida de más del 60 % de los habitantes.